# Усадьба Брянчаниновых
В статье речь идет о существующей усадьбе Покровское. Об утраченной усадьбе Брянчаниновых см. Юрово (усадьба)
Уса́дьба Брянчани́новых — дворянская усадьба начала XIX века в деревне Покровской Грязовецкого района Вологодской области. Построена в стиле раннего классицизма. Памятник истории и культуры федерального значения и памятник садово-паркового искусства регионального значения. Усадьба известна также тем, что в ней родился и вырос Дмитрий Брянчанинов, будущий епископ Кавказский и Черноморский Игнатий, канонизированный Русской православной церковью в лике святителей. В состав усадьбы входят главный дом с флигелями и галереями (1809—1810), церковь Покрова Пресвятой Богородицы (1811), некрополь Брянчаниновых (XIX век), парк с прудом (начало XIX века), конюшня (2-я половина XIX века) и погреб (2-я половина XIX века). Отреставрирована в 2009 году.

## История
Усадьба Брянчаниновых — фамильное имение старинного русского дворянского рода Брянчаниновых. Село Покровское вероятно было пожаловано Брянчаниновым в качестве поместья за военные заслуги в XVII веке. В 1803 году имение наследовал Александр Семёнович Брянчанинов, который и решил рядом с фамильным кладбищем в Покровском построить новую усадьбу.
Строительство главного дома усадьбы было осуществлено в 1809—1810 годах по проекту местного архитектора Александра Сапожникова. В 1811 году на фамильном кладбище рода Брянчаниновых была возведена церковь Покрова Пресвятой Богородицы. В 1820 году усадьба была перестроена известным московским архитектором А. С. Кутеповым. Покровское принадлежало Брянчаниновым до 1918 года. Последними владельцами имения были Владимир и София Брянчаниновы, которые после Октябрьской революции вынуждены были покинуть Россию.
В 1924 году на территории усадьбы был организован санаторий «Октябрьские всходы», который размещался там до начала 90-х годов XX века. За этот период здание несколько раз перестраивалось. Покровская церковь была закрыта и переделана под склад. Тем не менее благодаря руководству санатория усадьба в целом сохранилась в историческом виде до 1960 года, когда она была взята под государственную охрану. В 90-е годы двадцатого века после закрытия санатория усадебный комплекс быстро пришёл в упадок.
В 1997 году на основании сохранившихся чертежей А. Сапожникова, зарисовок здания, ландшафтных планов, семейных архивов Брянчаниновых, а также фотографий и описаний искусствоведа Г. К. Лукомского под руководством архитектора С. Б. Куликова был разработан проект реставрации усадьбы. Ремонтно-реставрационные работы были завершены в 2009 году.
В настоящее время в усадьбе размещается культурно-просветительский и духовный центр «Усадьба Брянчаниновых» — филиал АУК ВО «Вологдареставрация». Здесь же размещена музейная экспозиция, повествующая о жизни села Покровское, о святителе Игнатии, других представителях рода Брянчаниновых, а также рассказывающая о научной реставрации усадебного комплекса.

## Архитектура

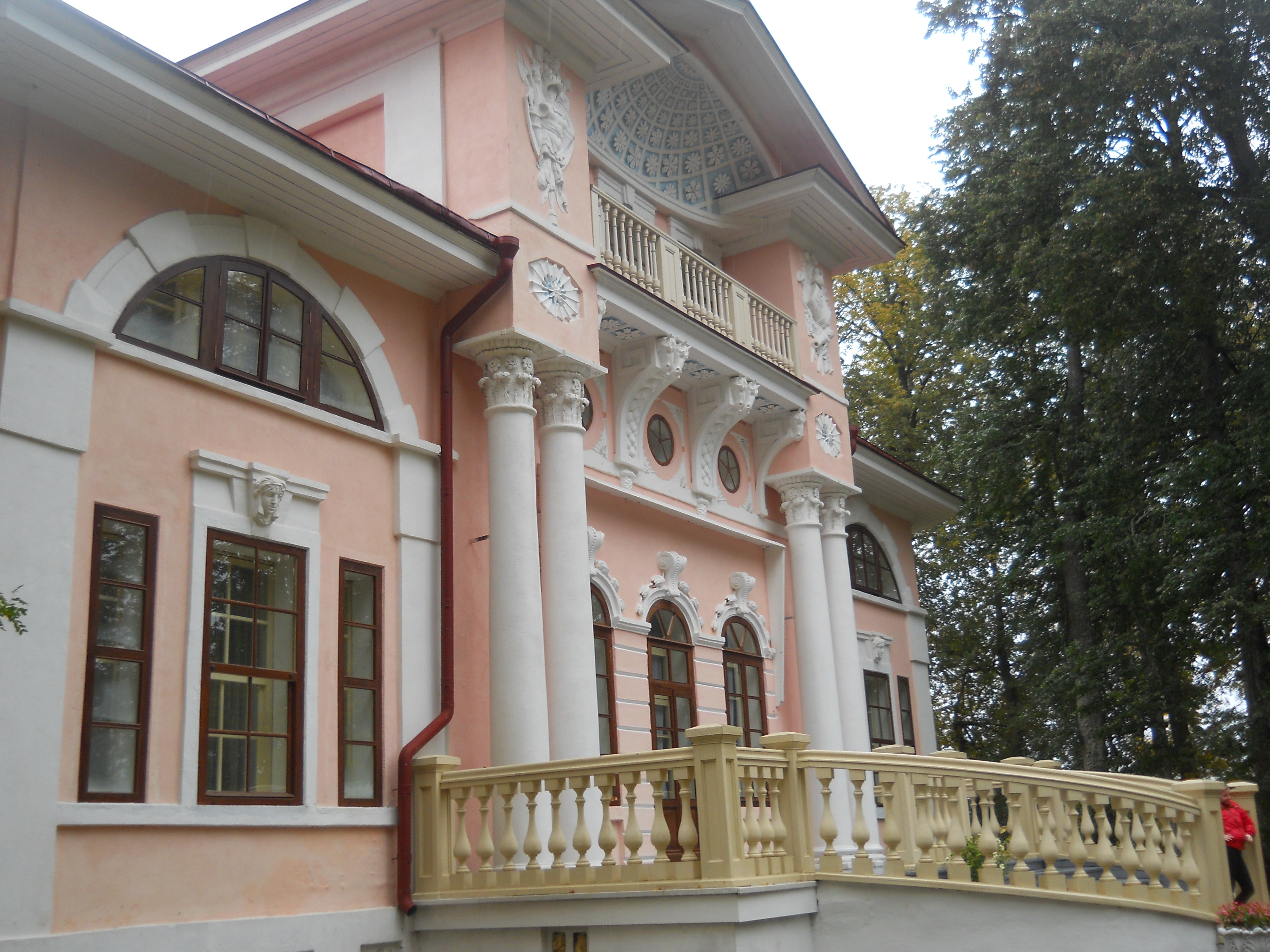
Наружный декор главного дома усадьбы Брянчаниновых

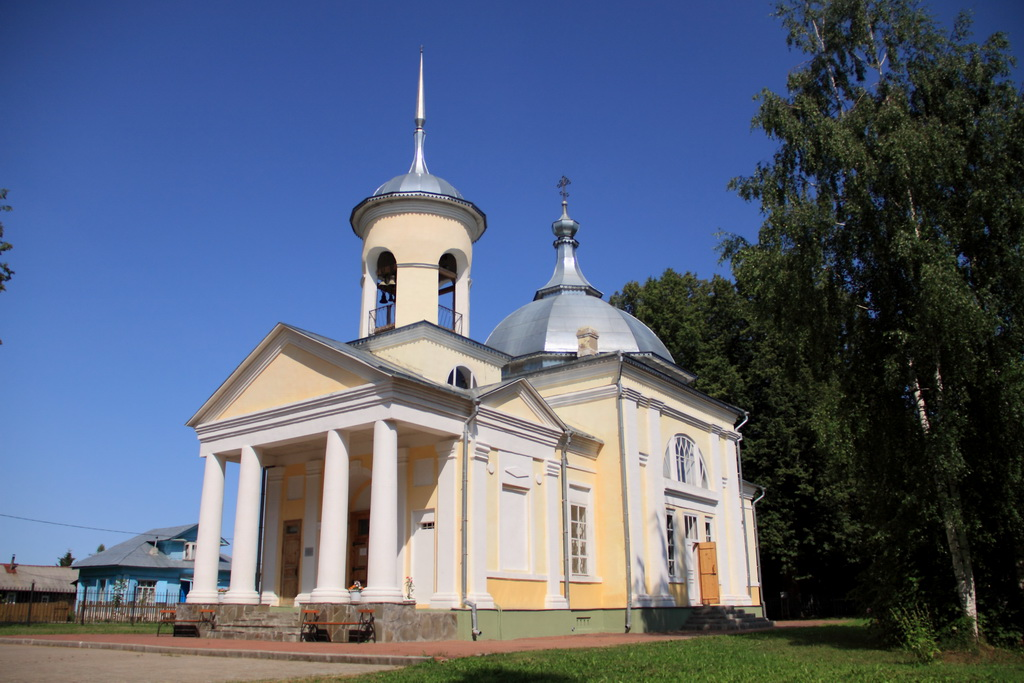
Церковь Покрова Пресвятой Богородицы в имении Брянчаниновых

В целом архитектурный и садово-парковый комплекс усадьбы Брянчаниновых сохранился до наших дней в историческом виде. Планировка усадьбы обладает характерной для эпохи классицизма продольно-осевой композицией размещения основных пространственных зон. Главный дом представляет собой прямоугольное в плане каменное двухэтажное здание размером 12x6 метров с мансардой на двух парах коринфских колонн и балюстрадой балкона. Дом объединен одноэтажными галереями с двумя флигелями.
В мансарде располагались две комнаты для хозяев, второй этаж был отведен под детские комнаты, а на первом этаже находились гостиная, зал, кабинет, комнаты для гостей и столовая. Во флигелях размещались хозяйственные помещения и комнаты прислуги. Лепные украшения фасадов в виде шлемов, знамён, пик, конских голов дошли до наших дней в первоначальном виде, а из великолепного внутреннего убранства в подлинном виде сохранилась деревянная витая лестница на второй этаж. Помимо главного дома, усадебный комплекс включал в себя ряд построек. К востоку от дома располагается кирпичная церковь Покрова Пресвятой Богородицы, органично вписанная в единый архитектурный стиль усадьбы. Рядом расположен фамильный некрополь рода Брянчаниновых. Некогда площадь усадьбы составляла 1965 гектаров, на которых располагались многочисленные хозяйственные постройки. До наших дней сохранились деревянная конюшня, погреб, людская и существенно перестроенный дом священника.
Парк усадьбы Брянчаниновых — образец ландшафтного искусства XIX века. От южного фасада главного дома он тремя террасами спускается по склону холма. На верхней террасе располагаются липовые аллеи. Вторая терраса засажена преимущественно деревьями лиственных пород. Границей между террасами служит линия фруктовых деревьев. Нижняя терраса парка представляет собой луг. Главная аллея парка начинается от партерной клумбы у южного фасада главного дома и тянется через весь парк, упираясь в большой овальный пруд. Через пруд перекинут мостик, от которого дорожка ведёт в близлежащий лесной массив. Современный парк усадьбы воспроизводит парк Брянчаниновых частично. Многие его элементы утрачены безвозвратно. Тем не менее пройтись по старинному парку приятно в любое время года, но особенно здесь красиво в июле, когда распускаются садовые колокольчики, и осенью.

## Документы
Постановление от 04.12.2006 г. № 1223 г. Вологда. «Об утверждении границ зон охраны памятника истории и культуры усадьбы Брянчаниновых в с. Покровское Грязовецкого района Вологодской области».